# Офіс Ефективного Регулювання (BRDO)
Офіс ефективного регулювання BRDO (англ. Better Regulation Delivery Office —BRDO) — незалежний експертно-аналітичний центр, який фінансується міжнародними донорами, насамперед Європейським Союзом.
Офіс створений у 2015 році як неурядова неприбуткова організація для допомоги уряду в проведенні середньо- та довгострокових економічних реформ для покращення бізнес-середовища в умовах політичної нестабільності. Діяльність BRDO націлена на покращення умов ведення бізнесу та інвестиційної привабливості України, стимулювання розвитку підприємництва та налагодження публічного діалогу між бізнесом та владою.

## Сектори діяльності
Сектори діяльності Офісу ефективного регулювання:
- будівництво — керівниця сектору Таїсія Барингольц
- ІТ та телекомунікації — керівник сектору Ігор Самоходський
- енергетика — керівник сектору Антон Зоркін
- сільське господарство — керівниця сектору Ірина Грузінська
- транспорт та інфраструктура — керівниця сектору Зоя Мельник
- ринковий контроль та нагляд — керівниця сектору Ганна Башняк

Від літа 2019 року Офіс ефективного регулювання BRDO очолює виконавчий директор Олексій Дорогань. У період з листопада 2015 року до травня 2019 року Офіс BRDO очолював майбутній прем'єр міністр України Олексій Гончарук.

## Результати діяльності
З кінця 2015 року до весни 2020 року Офісом було розроблено 154 регуляторні акти, які були ухвалені парламентом, урядом та іншими ЦОВВ. Також за ініціативи BRDO скасовано понад 1200 застарілих та неактуальних актів. Рішення, ініційовані Офісом, дозволяють економити бізнесу близько 100 мільйонів євро щорічно[первинне джерело].
За 2016-2019 роки експерти Офісу разом з профільними міністерствами розробили 10 пакетів рішень на користь бізнесу, які дозволили спростити процедури ліцензування та отримання дозволів, а також запустити чотири нові ринки — мобільних платежів, приватного космосу, фітосанітарної експертизи та органічної продукції[первинне джерело].

## Місія та завдання
Місія BRDO полягає у розробці державних політик для перетворення України на європейську демократичну державу з ефективним управлінням та розвиненою економікою. Головною ціллю є розробка та впровадження інструментів ефективного державного регулювання, спрямованих на покращення умов життя громадян та розвиток малого та середнього підприємництва[первинне джерело].
У своїй діяльності Офіс виокремлює такі напрямки:
- системний перегляд регуляторного поля та його очищення від неактуальних та незаконних актів;
- підвищення інвестиційної привабливості України через зростання у рейтингу Doing Business;
- впровадження ризик-орієнтованого підходу в діяльності інспекційних органів;
- розвиток потенціалу підприємництва та допомога у започаткуванні бізнесу;
- налагодження публічного діалогу між державою та бізнесом;
- сприяння виконанню євроінтеграційних зобов’язань України;
- аналіз політик;
- сприяння реформуванню системи державного управління.

## Історія
Офіс ефективного регулювання BRDO було запущено в листопаді 2015 року задля сприяння у створенні ефективного регулювання і поліпшенні економічних свобод в Україні (з фокусом на малий та середній бізнес) за підтримки міжнародних донорів[первинне джерело]. До літа 2019 року Офіс ефективного регулювання очолював Олексій Гончарук.
У різний час експертами BRDO були міністр екології та захисту довкілля Олексій Оржель, заступник міністра енергетики та захисту довкілля Володимир Головатенко, міністр юстиції Денис Малюська, голова Укравтодору Олександр Кубраков, голова Держлісагентства Андрій Заблоцький.